# Chidu

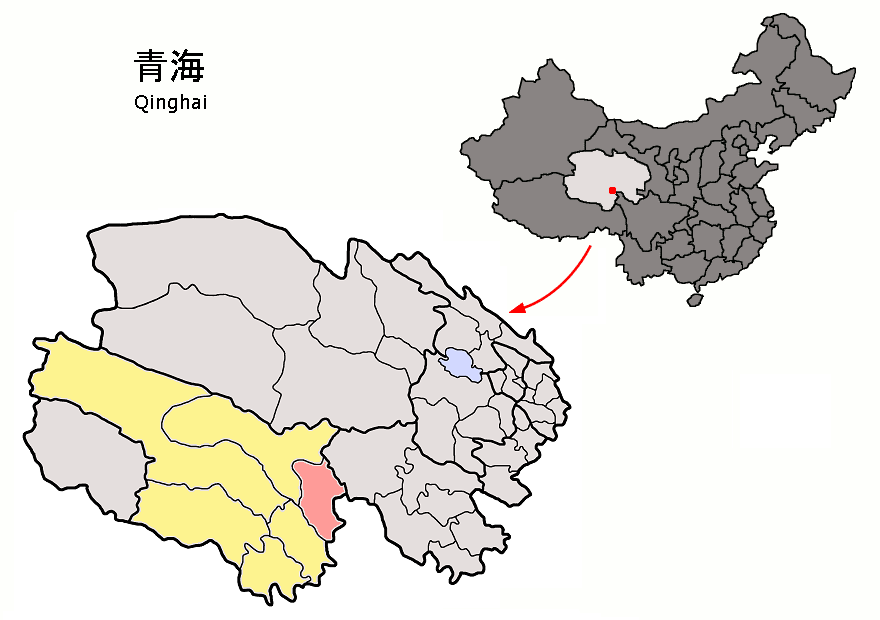
Lage des Kreises Chidu (rosa) im Autonomen Bezirk Yushu der Tibeter

Der Kreis Chidu (auch Thridu; tibetisch ཁྲི་འདུ་རྫོང, Umschrift nach Wylie khri ’du rdzong; chinesisch 称多县, Pinyin Chēngduō Xiàn) ist ein Kreis des Autonomen Bezirks Yushu der Tibeter im Süden der chinesischen Provinz Qinghai. Er hat eine Fläche von 14.638 km² und zählt 57.159 Einwohner (Stand: Zensus 2020). Sein Hauptort ist Chenwen (chin. chènwén zhèn 称文镇).

## Administrative Gliederung
Auf Gemeindeebene setzt sich der Kreis aus fünf Großgemeinden und zwei Gemeinden zusammen. Diese sind (Pinyin/chin.)
- Großgemeinde Chenwen 称文镇
- Großgemeinde Xiewu 歇武镇
- Großgemeinde Qingshuihe 清水河镇
- Großgemeinde Zhaduo 扎朵镇
- Großgemeinde Zhenqin 珍秦镇
- Gemeinde Labu 拉布乡
- Gemeinde Gaduo 尕朵乡

## Klöster
- Dongdre-Kloster, Kloster der Sakya-Schule des tibetischen Buddhismus
- Drubgyu Gön, Kloster der Drigung-Kagyü-Schule